# Vaijāpur
Vaijāpur är en ort i Indien.   Den ligger i distriktet Aurangabad och delstaten Maharashtra, i den centrala delen av landet, 1 000 km söder om huvudstaden New Delhi. Vaijāpur ligger 534 meter över havet och antalet invånare är 40 043.
Terrängen runt Vaijāpur är platt. Runt Vaijāpur är det ganska tätbefolkat, med 155 invånare per kvadratkilometer. Trakten runt Vaijāpur består till största delen av jordbruksmark.